# Auguste Beckers
Pour les articles homonymes, voir Beckers.
Auguste Beckers, né à Bruxelles le 13 août 1822 et décédé dans sa ville natale le 8 décembre 1902, est un avocat et philanthrope belge, qui joua un rôle social ainsi que politique important au sein du parti catholique.
Il avait épousé à Gand, le 5 juin 1851, Emma Wannaar.
Il est le fils d'Albert-Ignace Beckers et de Marie-Thérèse Gérard, fille du grand érudit et bibliophile Georges Gérard, conservateur de la bibliothèque de Bourgogne devenue Bibliothèque royale de Belgique,  membre de l'Académie des Sciences et Belles Lettres de Bruxelles.

## Parcours
Après avoir décroché son diplôme de docteur en droit le 8 septembre 1847 à l'Université libre de Bruxelles, il s'inscrivit au barreau de Bruxelles.
Il joua ensuite un rôle important dans les mouvements catholiques, fut membre du comité de recrutement
des zouaves pontificaux de 1860 à 1870.
Il joua un rôle de premier plan dans le développement des œuvres pontificales en Belgique destinées à venir en aide aux plus pauvres.
Il fut le premier président du Cercle catholique fondé à Bruxelles le 18 août 1874.

## Activité dans la presse catholique
Il joua également un rôle actif dans la création d'un réseau de presse catholique. En 1871, il participa au développement du journal le Courrier de Bruxelles dont il fut membre du conseil d'administration durant toute sa vie. Il favorisa et encouragea aussi la fondation en 1883 du Patriote journal qui existe toujours sous le nom de La Libre Belgique.

## Le bâtisseur
Le nom d'Auguste Beckers reste associé à l'édification de l'Église Saint-Antoine de Padoue (place Saint-Antoine) à Etterbeek pour laquelle il offrit en 1901 le terrain nécessaire à sa construction.
Il fit construire de 1867 à 1869 sur les terres de son oncle, Antoine Gérard, un petit château de style néo-gothique par l'architecte gantois Florimond Vandepoele (1832-1875), élève et proche collaborateur de l'architecte Jean-Baptiste Bethune, le castel de Linthout désormais classé en 2002, et qui devint en 1904, le pensionnat de l'Institut du Sacré-Cœur de Linthout.